# 賈範
賈範(？—238年)，公孫淵部下，將軍，章回小說《三國演義》為副將。直諫公孫淵不應反叛曹魏，被公孫淵斬首。司馬懿入襄平城後厚待其子孫。